# Sverre Brodahl
Sverre Brodahl (Modum, 26 gennaio 1909 – Hønefoss, 2 novembre 1998) è stato uno sciatore nordico norvegese, vincitore di medaglie olimpiche e Mondiali sia nella combinata nordica, sia nello sci di fondo.
Era fratello di Trygve, a sua volta fondista di alto livello.

## Biografia
Il primo risultato di rilievo di Brodhal è stato il terzo posto conquistato nella combinata nordica ai Campionati norvegesi del 1933. Ha partecipato ai IV Giochi olimpici invernali di Garmisch-Partenkirchen 1936 conquistando due medaglie, nella staffetta 4x10km di fondo (argento) e nella combinata nordica (bronzo).
Ha vinto anche una medaglia ai Mondiali di Vysoké Tatry nel 1935 (argento nella staffetta 4 × 10 km di fondo) e la competizione di combinata nordica dell'Holmenkollen nel 1937.

## Palmarès

### Combinata nordica

#### Olimpiadi
- 1 medaglia, valida anche ai fini dei Mondiali 1936:
  - 1 bronzo (individuale a Garmisch-Partenkirchen 1936)

#### Campionati norvegesi
- 1 medaglia:
  - 1 bronzo (individuale nel 1933)

#### Trofeo Holmenkollen
- 1 trofeo (nel 1937)

### Sci di fondo

#### Olimpiadi
- 1 medaglia:
  - 1 argento (staffetta a Garmisch-Partenkirchen 1936)

#### Mondiali
- 1 medaglia:
  - 1 argento (staffetta a Vysoké Tatry 1935)